# Leichenzug (Band)
Leichenzug ist eine deutsche Pagan-Metal-Gruppe aus Wilkau-Haßlau im Landkreis Zwickau in Sachsen. Sie wird der NSBM-Szene zugerechnet und vom sächsischen Verfassungsschutz beobachtet. Ihr einziges Mitglied stellt Paul M. (Bile) dar, der sich auch bei den rechtsextremen Gruppen Halgadom und Camulos als Sänger betätigt.

## Bandgeschichte
Leichenzug wurde von Bile als Soloprojekt neben seinen Bands Camulos, Halgadom und Frozen Abyss gegründet. Bisher erschienen vier Alben, von denen zwei über das von Paul M. gegründete Label Blasphemous Terror Records erschienen sind. Des Weiteren existieren Split-Veröffentlichungen mit der Death-Metal-Band Eviscerated aus Zwickau und der kanadischen Pagan-Metal-Band Pagan Flame.
Bile fing laut eigenen Aussagen 2002 mit dem Schreiben erster Lieder für Leichenzug an. Das Gründungsdatum ist unklar: Einerseits soll es kein wirkliches Datum gegeben haben, da Leichenzug eine Ein-Mann-Band sei, dennoch gab er in einem Interview 2002 an. Andererseits wurde auch 2003 und 2004 (Veröffentlichung des ersten Albums) als Gründungsjahr angegeben.
Um 2008 trat Leichenzug erstmals live auf. Das Konzert fand in Annaberg-Buchholz im Erzgebirge statt, wobei Bile sich nicht mehr an die anderen Bands erinnert und bezüglich des Jahres nicht ganz sicher ist. 2013 sollte das Projekt auf einem NSBM-Festival in Finowfurt, Brandenburg zusammen mit Stahlfront, Forgotten Tomb, Waffenträger Luzifers und Funeral Winds auftreten. Das unter dem Namen Fireblade Force Festival angekündigte Konzert sollte auf einem Gelände stattfinden, das vorher bereits für Rechtsrock-Konzerte gemietet wurde. Dies wurde jedoch von Stadt und der örtlichen Polizeibehörde untersagt. Da kein geeigneter Veranstaltungsort gefunden werden konnte und zusätzlich alle Bands absprangen, wurde das Festival schließlich abgesagt. Insgesamt kam es in den ersten 10 Jahren zu drei Live-Auftritten der Band.

## Musikstil
Leichenzug spielt Pagan Metal, wobei Bile nach eigenen Angaben versucht, „hasserfüllte, harte, aber melodische Musik“ zu erschaffen. zeyn play vom House of the Whipcord Zine verglich die Band mit Absurd und Totenburg mit einigen melodischen deutschen Folk-Einflüssen. Er sehe auch Einflüsse aus dem Heavy Metal und Thrash Metal oder aus einem weiteren europäischen Kontext. In einer Rezension des Sturmglanz-Webzines werden die Stücke der Pfaffenschwein-EP als „zwei absolut typische Leichenzug-Lieder, eher der schnelleren Gangart und gewohnt hasserfüllt und direkt“, beschrieben.

## Inhalt und Ausrichtung
Die Texte der Gruppe sind vor allem gewaltverherrlichender und antichristlicher sowie antijüdischer Natur. Die Gewaltdarstellungen in den Texten sind recht breiter Natur, so können sie etwa sehr splatter-lastig sein oder auch fäkaler Art sein, einige beschreiben auch gezielte Ausrottungen größerer Menschenmengen. Aufgrund der Texte wurde das Album Das letzte Gebet von der Bundesprüfstelle für jugendgefährdende Medien (BPjM) indiziert. Manche Texte besitzen zudem einen kriegerischen Kontext, meist in einer fiktiven heidnischen Vergangenheit angesiedelt. Eindeutige politische Inhalte finden sich hingegen selten, manche Lieder lassen sich jedoch durchaus als die nationalsozialistische Vergangenheit verherrlichend deuten, etwa bei Totenkopflied, bei dem recht deutlich eine Glorifizierung der SS gemeint ist:

„Stolz marschieren sie in schwarz gewandt – der Ritterorden im Feindesland / Todbringend für den ewigen Feind, dessen Wesen Lügen und Neid vereint […] / Sie haben nur ein Ziel vor Augen, Ausrottung des unreinen Glauben / Der ihrer Art widerstrebt, da er von Angst und Schwäche lebt […] / Der Sturm bricht los, die Erde bebt wenn sich der Totenkopf erhebt/So kämpfen sie fürs höchste Gut – Treue, Stolz, Ehre und Blut“

Auf einer Tribut-Veröffentlichung namens Tribute to the Tyrants of German Black Metal für die rechtsextreme Gruppe Absurd im Jahre 2005 war Leichenzug zudem mit zwei Titeln beteiligt, einer stellte dabei ein Cover des offen nationalsozialistischen Absurd-Titels Germanien über alles dar. Auf dem Absurd-Tribut Soldiers of the Eternal Winter ist die Band mit Colours of Autumn vertreten. Auch das Lied In Nomini Socordia der Rechtsrock-Gruppe Kreuzfeuer wurde von Leichenzug (zusammen mit Eviscerated) gecovert. Das Debüt-Album Meisterwerk wurde auch von Nebelfee Klangwerke, dem Label des Absurd-Sängers Ronald Möbus, vertrieben. Bile selbst äußerte, man solle gegenwärtige Politik und nicht die der Vergangenheit diskutieren, und leugnet die Bezüge Absurds zum Dritten Reich bzw. zum Nationalsozialismus. Der sächsische Verfassungsschutzbericht 2010 hingegen erwähnt eine Selbstzuordnung Leichenzugs zum NSBM.
Daneben ist Paul M. außerdem an der Rechtsrock-Band Blitzkrieg beteiligt. Zeitweise war er Mitglied des Kreisverbands Zwickau der AfD, wurde jedoch ausgeschlossen, nachdem seine Beteiligung an Blitzkrieg bekannt wurde.
Bile betreibt das Independent-Label und den Webshop Blasphemous Terror Records, auf dem neben Veröffentlichungen seiner eigenen Band auch das Camulos-Album Leichenlieder sowie ein Album der NSBM-Band Chysta Krynycya (Чиста Криниця) erschienen sind. Im Online-Shop verkauft Bile zahlreiche Veröffentlichungen aus dem NSBM-Umfeld, unter anderem Produktionen von Nebelfee Klangwerke und Alben von Totenburg. Außerdem sind dort auch einige Rechtsrock-Veröffentlichungen, unter anderem von Brainwash, erhältlich.

## Trivia
2017 veröffentlichte das Magazin Katapult eine Grafik mit Namen deutscher Metal-Gruppen, die vom Namen her besonders „hart“ klingen würden. Für das Land Sachsen wurde dort Leichenzug neben zwei anderen Gruppen aufgelistet.

## Diskografie

### Alben
- 2004: Meisterwerk (Blood and Pain Music)
- 2010: Das letzte Gebet (Blasphemous Terror Records, indiziert)
- 2013: The Flaming Return… (LP, Purity Through Fire)
- 2017: Schwarz (Blasphemous Terror Records)

### Kompilationen
- 2013: Die flammende Rückkehr / Feuertod (MC, Hammerbund)

### Split-Veröffentlichungen
- 2007: Feuertod / Death in Its Nicest Forms (Split-CD mit Eviscerated, Blasphemous Terror Records)
- 2013: The Flaming Return of Hyperborean Wrath (Split-CD mit Pagan Flame, Wolftyr Productions)

### EPs
- 2013: Pfaffenschwein (Purity Through Fire)

### Sampler-Beiträge
- 2003: Werwolf (Absurd-Cover) und Die Letzte Schlacht auf Germania Incognita – Kulturkampf (CD, Donnerschlag Rex)
- 2006: Pesttanz und Germanien über alles auf Absurd Tribute to the Tyrants of German Black Metal (CD, Hammerbund)
- 2016: Schatten über Transylvanien und Sieg der Heiden auf Hammerbund – Compilation 2016 (3×CD, Hammerbund)